# Spelkontroll

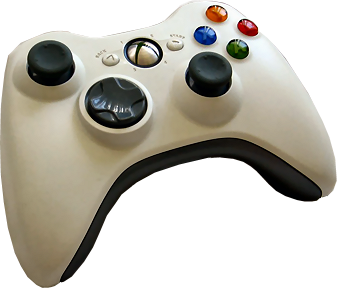
Trådlös spelkontroll till Xbox 360.

Spelkontroll är en teknisk konstruktion som används för att till viss del styra skeendet i till exempel ett dator- eller TV-spel.

## Joystick
Joysticken var ett mycket populärt redskap för interaktion i spel för den första generationen av hemdatorer. Joystickens popularitet avtog ganska snart i och med att datormusen blev vanligt förekommande men används fortfarande i till exempel flygsimulatorer.
De första versionerna som släpptes för försäljning var av digital typ och kunde endast känna av riktning i fyra distinkta lägen. Med hjälp av lite programmering är det sedan möjligt för spelutvecklare att avgöra om joysticken är positionerad i något av de mellanlägen som uppstår då spaken riktas snett, på så sätt är det möjligt att styra i åtta olika riktningar. Med tiden utvecklades joysticken till att bli alltmer avancerad, antalet tryckknappar utökades och det blev möjligt att registrera ett flertal olika positioner utöver fulla utslag.

## Handkontroll
Den första handkontrollen lanserades i och med Atari 5200 och har sedan dess använts i någon form till flertalet TV-spel. Moderniserade former av handkontroller återfinns till Xbox 360 resp. Playstation 3. Nintendo har valt att utveckla konceptet ytterligare och delat upp handkontrollen i flera delar.

## Tangentbord
Tangentbord till TV-spel finns i två varianter, dels de som liknar fullstora tangentbord och de som är starkt reducerade till ett fåtal knappar.

## Typer av spelkontroller
- Joystick
- Trackball
- Paddle
- Handkontroll
- Datormus
- Ratt
- Ljuspistol
- Tangentbord
- Dansmatta
- Gitarr